# Iglesia la Dolorosa (San José, Costa Rica)
La Parroquia Nuestra Señora de los Dolores (fundada en 1909) es un templo localizado en la ciudad de San José, Costa Rica. Se encuentra al Sur de la Catedral Metropolitana.

## Historia
Esta parroquia le debe su nombre y patrona a una imagen guatemalteca que actualmente se conserva en el templo. Esta imagen perteneció previamente a un oratorio privado que se encontraba en el lugar donde hoy se encuentra la parroquia. En la década de 1940 el templo sufrió una remodelación notoria en su fachada, eliminando sus dos torres y colocando una en el centro. 
En esta parroquia la sierva de Dios María Isabel Acuña Arias asistió a misa y recibió la Primera Comunión antes de trasladarse a vivir a Heredia.

### Actualidad

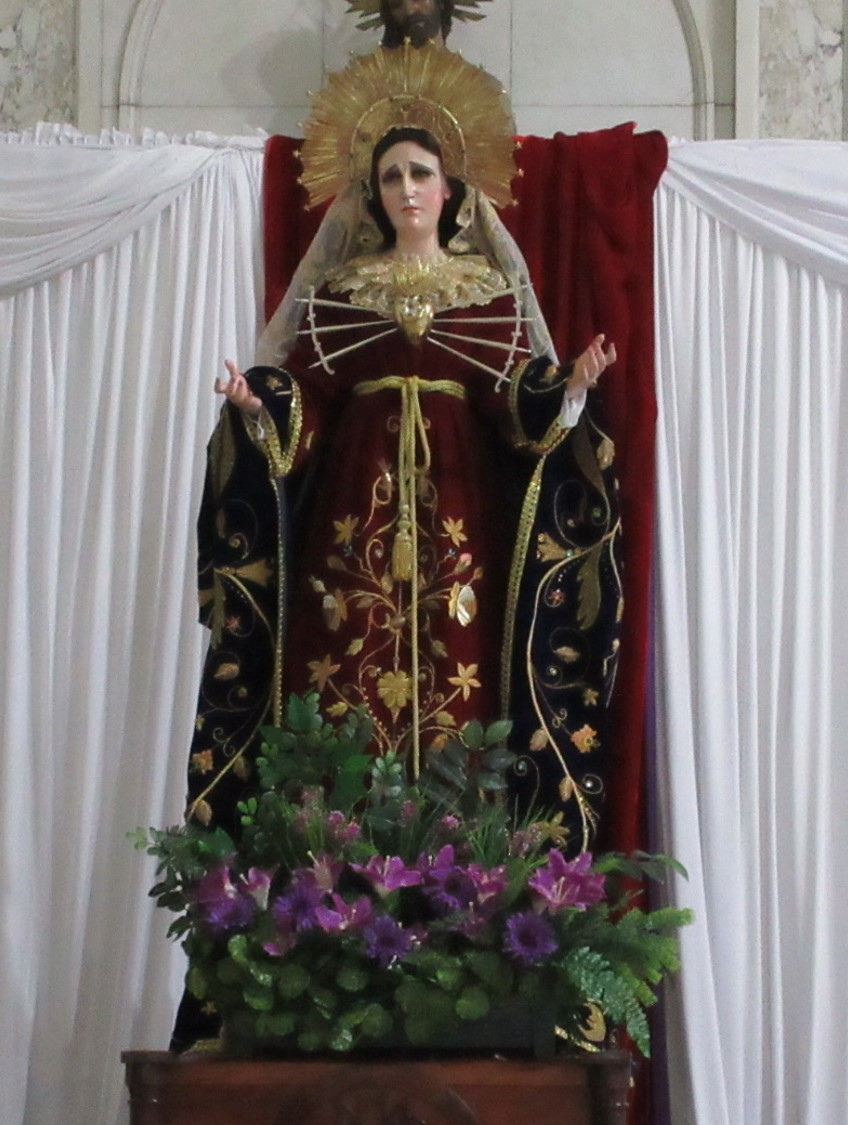
La Virgen Dolorosa de esta Parroquia con su ajuar y orfebrería tradicional en cuaresma de 2018,

La parroquia a día de hoy es atendida por los Padres Dominicos (Orden de Predicadores). Tiene como filial a la capilla Nuestra Señora de los Ángeles y ejerce la capellanía en el Hogar Carlos María Ulloa para adultos mayores desde 2018.
Normalmente se transmiten por radio la Santa Misa y el rezo del Rosario desde esta iglesia.

## Arte Religioso

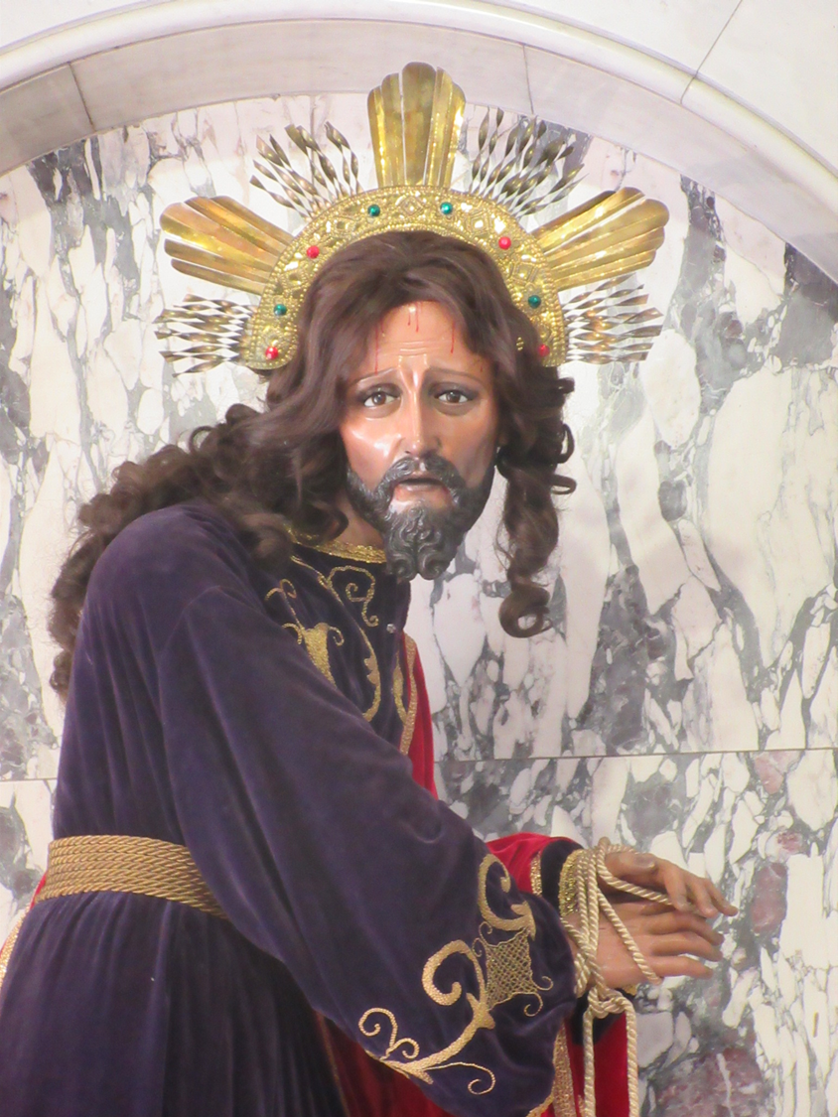
La imagen de Jesús Nazareno de esta parroquia, sin corona de espinas cómo solía ser habitual hace unos años.

### Imágenes guatemaltecas

##### Virgen Dolorosa
- Es una talla en madera de tamaño natural procedente de Guatemala. La imagen de la Dolorosa cuenta con dos conjuntos, aunque últimamente ha utilizado varios mantos y vestidos de origen diverso. Sus manos están separadas y su tono de piel es pálido. La efigie cuenta con ojos de vidrio color marrón. Esta imagen se encuentra en exposición únicamente durante la cuaresma y durante algunos días de setiembre. Sale en procesión normalmente el Vienes Santo, Viernes de Dolores y alguna fecha cercana al 15 de setiembre. La iglesia la Soledad le ha prestado múltiples mantos y resplandores a esta imagen. Fue restaurada entre 2007 y 2009 tapando por completo su pintura original. Entre 2014 y 2015 fue intervenida para rescatar su pintura original. En 2018 fueron restaurados son corazón con espadas y el resplandor más icónico que tiene.

##### Jesús Nazareno
- [1] La imagen se una talla guatemalteca de tamaño natural que podría atribuirse a Juan Ganuza. En esta representación, Jesús Nazareno está encorvado con la cabeza inclinada hacia la derecha. Este cristo está expuesto la mayor parte del año. En los últimos años, ha salido en procesión acompañando el rezo del Santo Vía Crucis en Cuaresma o Semana Santa.
- La escultura tiene un peculiar parecido a la imagen de Jesús del Consuelo del Iglesia la Recolección en Guatemala

##### Virgen del Rosario
- La Parroquia tiene una imagen de vestir de la Virgen del Rosario que normalmente procesiona en octubre.

### Otras imágenes
- La parroquia cuenta con varias imágenes hechas por el español Manuel Romero Ortega. Entre ellas, las imágenes de vestir de San Juan y Santa María Magdalena, así como las esculturas de gracia del Sagrado Corazón de Jesús, San Martín de Porres, La Santísima Trinidad y el conjunto de la Virgen del Rosario y Santo Domingo de Guzmán.
- En el Altar Mayor (el cual está hecho de mármol) se aprecia una imagen de la Virgen Dolorosa, otra de San José y otra de Santo Domingo de Guzmán, las tres esculturas en madera de Manuel María Zúñiga (costarricense).
- La parroquia también resguarda la primera escultura representativa de la Virgen de Fátima que hubo en Costa Rica.

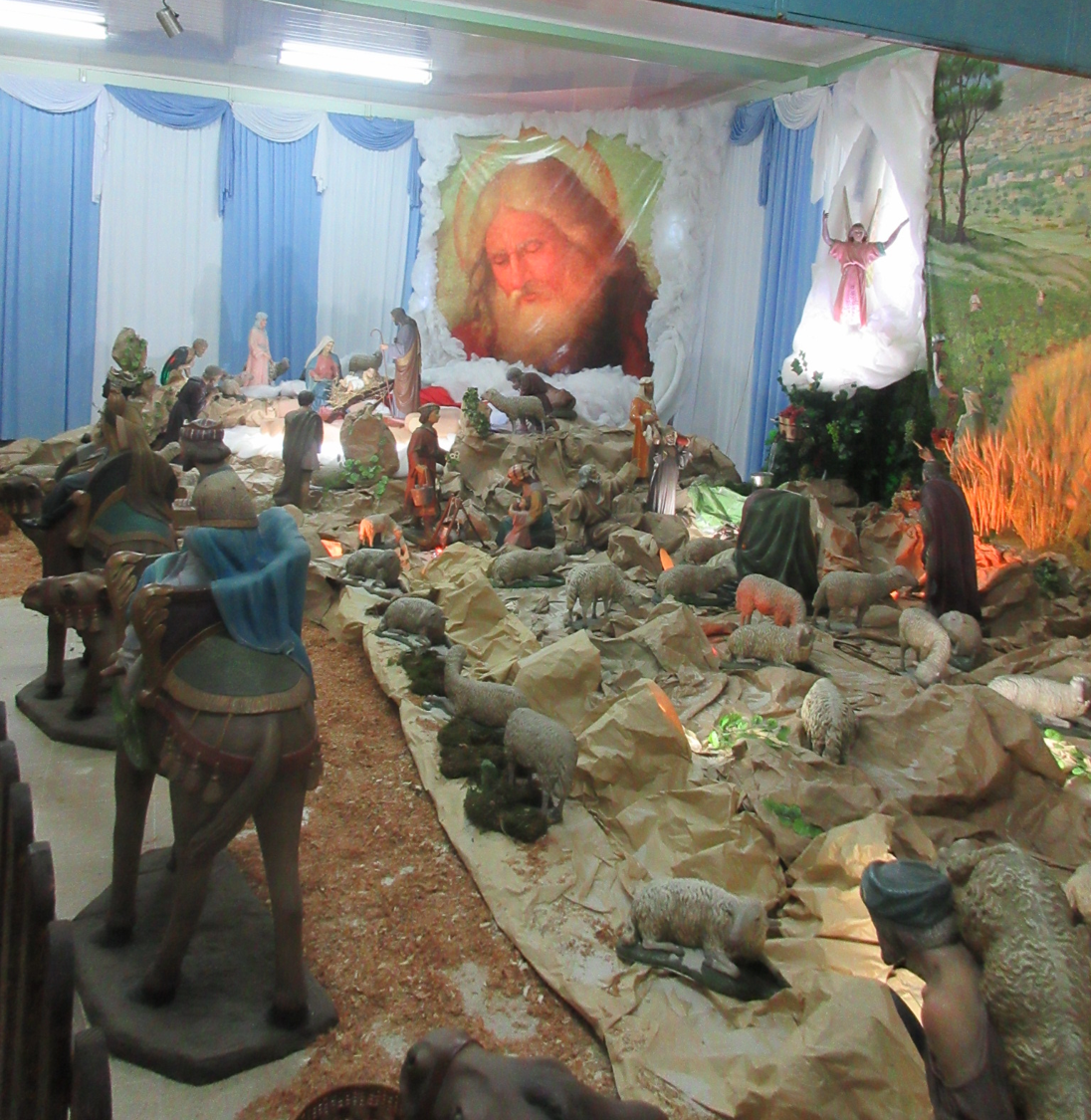
El tema del nacimiento 2017-2018 fue "La familia, regalo de Dios"

### Nacimiento
- El nacimiento (o portal como se le conoce) de esta parroquia es conocido a nivel nacional por el tamaño que este alberga. Se instala todos los años en el espacio donde durante el resto del año se imparten clases de catecismo infantil. Las imágenes más altas llegan a medir alrededor de un metro. En los últimos años se ha escogido una temática específica para el portal.